# Hold Up
Hold Up – singiel amerykańskiej piosenkarki Beyoncé, będący trzecim singlem promocyjnym szóstego albumu studyjnego wokalistki – Lemonade. Utwór był nominowany do nagrody Grammy w kategorii najlepszego solowego popowego występu wokalnego podczas 59. ceremonii wręczenia nagród Grammy.

## Tło i wydanie
Pierwsza wersja utworu została nagrana przez Diplo i Koeniga w 2014 i zawierała refren ostatecznej wersji piosenki. Warstwa melodyczna singla zawiera sample utworu „Can't Get Used to Losing You” z dyskografii Andy'ego Williamsa oraz inspirowana jest utworem „Maps”, wykonywanego przez zespół Yeah Yeah Yeahs. Singiel definiowany muzycznie jest jako mieszankę stylów reggae, pop i R&B.  
Piosenka została wydana wraz z całym albumem 23 kwietnia 2016 nakładem wytwórni muzycznej Parkwood Entertainment i rozprowadzany przez Columbia Records. 27 maja 2016 trafiła do wytwórni radiowych jako trzeci singiel promocyjny albumu Lemonade. Utwór wykonywany był przez Beyoncé w trakcie The Formation World Tour, MTV Video Music Awards 2016, festiwalu Coachella w kwietniu 2018 oraz On the Run II Tour. 

## Odbiór

### Reakcje krytyków
| Autor          | Lista                                       | Miejsce     | Przypisy |
| -------------- | ------------------------------------------- | ----------- | -------- |
| Slant Magazine | 25 najlepszych piosenek 2016 roku           | 4. miejsce  | [ 11 ]   |
| Pitchfork      | 100 najlepszych piosenek 2016 roku          | 28. miejsce | [ 12 ]   |
| Billboard      | 100 najlepszych popowych piosenek 2016 roku | 23. miejsce | [ 13 ]   |

### Nagrody i nominacje
| Rok  | Nagroda                | Kategoria                              | Rezultat  | Przypisy |
| ---- | ---------------------- | -------------------------------------- | --------- | -------- |
| 2016 | MTV Video Music Awards | Najlepszy kobiecy teledysk             | Wygrana   | [ 14 ]   |
| 2016 | MTV Video Music Awards | Najlepsza reżyseria                    | Nominacja | [ 14 ]   |
| 2017 | Nagroda Grammy         | Najlepszy solowy popowy występ wokalny | Nominacja | [ 15 ]   |

## Notowania
| Lista przebojów (2016)                  | Najwyższa pozycja |
| --------------------------------------- | ----------------- |
| Australia (ARIA)                        | 25                |
| Belgia (Ultratop Top 50 Florandia)      | 11                |
| Finlandia (Official Finnish Charts)     | 14                |
| Holandia (Single Top 100)               | 67                |
| Kanada (Canada Hot 100)                 | 37                |
| Nowa Zelandia (RIANZ)                   | 1                 |
| Stany Zjednoczone (Billboard Hot 100)   | 13                |
| Stany Zjednoczone (R&B/Hip-Hop Airplay) | 6                 |
| Szkocja (OCC)                           | 13                |
| Węgry (Rádiós Top 40)                   | 13                |
| Wielka Brytania (OCC)                   | 11                |